# J.J.マティジェビック
ジョゼフ・ジョン・マティジェビック（Joseph John Matijevic, 1995年11月14日 - ）は、 アメリカ合衆国ペンシルベニア州ウェストモアランド郡レイトローブ出身のプロ野球選手（一塁手）。右投左打。MLBのヒューストン・アストロズ所属。

## 経歴
2014年のMLBドラフト22巡目（全体678位）でボストン・レッドソックスから指名されたが、契約せずにアリゾナ大学へ進学した。
2017年のMLBドラフト2巡目（全体75位）でヒューストン・アストロズから指名され、プロ入り。契約後、傘下のA-級トリシティ・バレーキャッツでプロデビュー。A級クアッドシティーズ・リバーバンディッツでもプレーし、2球団合計で59試合に出場して打率.228、7本塁打、31打点、11盗塁を記録した。
2018年はA級クアッドシティーズとA+級ビューズクリーク・アストロズでプレーし、2球団合計で101試合に出場して打率.277、22本塁打、62打点、13盗塁を記録した。
2019年はA+級ファイエットビル・ウッドペッカーズとAA級コーパスクリスティ・フックスでプレーし、2球団合計で78試合に出場して打率.251、11本塁打、37打点、8盗塁を記録した。オフにはアリゾナ・フォールリーグに参加し、ピオリア・ハベリーナズに所属した。
2020年は新型コロナウイルスの影響でマイナーリーグの試合が開催されなかったため、公式戦の出場は無かった。
2021年はAA級コーパスクリスティとAAA級シュガーランド・スキーターズでプレーし、2球団合計で109試合に出場して打率.254、25本塁打、75打点、6盗塁を記録した。
2022年は開幕をAAA級シュガーランド・スペースカウボーイズで迎えた。4月20日にメジャー契約を結んでアクティブ・ロースター入りし、22日のトロント・ブルージェイズ戦にて代打でメジャーデビュー。

## 詳細情報

### 背番号
- 13（2022年 - ）